# Flat Shading

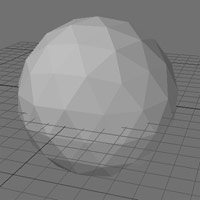
Mit Flat Shading gerenderter Ball

Flat Shading oder Constant Shading ist im Gegensatz zum Gouraud Shading oder Phong Shading ein sehr einfaches Schattierungsverfahren. Mit dieser Methode erhält jedes Pixel eines Polygons anhand der Flächennormale die gleiche Farbe beziehungsweise den gleichen Lichtwert. Dies hat eine abgestufte, eckige und unrealistische Erscheinung der Objekte besonders bei gekrümmten Oberflächen zur Folge (z. B. Machsche Streifen).
Um die facettenartige Darstellung zu vermindern, müssten die Polygone verkleinert werden, was einen erhöhten Rechenaufwand zur Folge hätte. Flat Shading findet daher besonders bei Objekten mit ebenen Flächen (Quader, Würfel, Pyramide, Prisma …) Anwendung. Für Objekte mit gekrümmten Flächen (Zylinder, Kugel, Kegel …) sollte jedoch Gouraud oder Phong Shading verwendet werden.
Nach der Drahtgitter-Methode ist Flat Shading der schnellste Algorithmus zur Visualisierung einer 3D-Szene.